# Automaton
Automaton — восьмой студийный альбом британской группы Jamiroquai, выпущенный 31 марта 2017 года.

## Об альбоме
В одном из интервью Джей Кей рассказал, что вдохновением на создание альбома стало развитие искусственного интеллекта и технологий в современном мире:

В знак признания развития искусственного интеллекта и технологий в современном мире, мы, как и другие люди начинаем забывать о более приятных, простых и выразительных вещах в нашей жизни и в нашем окружении, в том числе и об отношениях друг с другом.

## Синглы
27 января 2017 года Jamiroquai выпустили клип заглавной песни как ведущий сингл альбома.
10 февраля 2017 группа выпустила аудиоверсию трека Cloud 9, а 22 февраля 2017 опубликовали клип на песню с участием актрисы Моники Крус.

## Продвижение
17 января 2017 года Jamiroquai объявила о альбомном туре по Азии и Европе, который начнётся 25 мая 2017 года в Токио и продолжится в Португалии, Южной Корее, Греции, Голландии, Италии, Финляндии, Франции, Швейцарии, Грузии и Чехии.
1 февраля 2017 года группа объявила о туре в Дании.
3 февраля 2017 года группа объявила о концертах во Франции и Великобритании.
28 июля 2017 года группа выступит в Батуми, Грузия, на Black Sea Jazz Fest Архивная копия от 3 июня 2017 на Wayback Machine.
12 августа 2017 года группа выступит с альбомом в Корнуолле.

## Список композиций
Стандартное/Виниловое издание
1. «Shake It On» — 5:14
2. «Automaton» — 4:47
3. «Cloud 9» — 3:56
4. «Superfresh» — 3:48
5. «Hot Property» — 4:31
6. «Something About You» — 3:58
7. «Summer Girl» — 5:31
8. «Nights Out in the Jungle» — 5:09
9. «Dr Buzz» — 6:01
10. «We Can Do It» — 4:06
11. «Vitamin» — 4:26
12. «Carla» — 5:33
13. «Nice and Spicy» — (Japanese Bonus Track)